# Mae Hong Son
Mae Hong Son (Thai: แม่ฮ่องสอน) ist eine Stadt (เทศบาลเมืองแม่ฮ่องสอน) in der thailändischen Provinz Mae Hong Son in der in Nordregion von Thailand.
Sie ist die Hauptstadt des Landkreises (Amphoe) Mueang Mae Hong Son und der Provinz Mae Hong Son.
Die Stadt hat 6391 Einwohner (Stand 2012).

## Lage
Die Stadt ist mit 300 Meter Höhe eine der am höchsten gelegenen Provinzhauptstädte in Thailand. Sie liegt inmitten einer bis etwa 1500 Meter hohen Berglandschaft mit tropischem Bergregenwald. Die abgeschiedene Lage führte dazu, dass Mae Hong Son bis 1973 in der Regenzeit nur per Flugzeug zu erreichen war, da sämtliche Straßen überflutet waren.

## Klima
Die Stadt Mae Hong Son liegt im kühleren Norden von Thailand, in der tropisch-monsunalen Klimazone. In den Monaten November bis April herrscht Trockenzeit und es fällt relativ wenig Niederschlag. Vor allem während Dezember und Januar können die Temperaturen in der bergigen Region nachts auf bis zu 13 °C sinken. Gegen Ende der Trockenzeit, in den Monaten März und April, wird es tagsüber jedoch sehr heiß mit bis zu 39 °C. In der Regenzeit von Juni bis September, die im August mit knappen 250 mm Niederschlag ihren Höhepunkt hat, fallen oft aber dennoch nicht lang andauernde Regenschauer.

## Bedeutung und Wirtschaft
Der Handel mit Myanmar (Birma), nicht immer unter Kontrolle der beiderseitigen Zollbehörden, bildet eine wesentliche Einnahmequelle der Bevölkerung. Seit die Straßen besser ausgebaut sind, spielt der Tourismus eine stärkere Rolle.
Von zweifelhafter Bedeutung ist die Lage im sogenannten Goldenen Dreieck, einem der weltweit größten Umschlagplätze für Drogen.

### Flughafen
- Flughafen Mae Hong Son

## Geschichte
Ursprünglich gehörte Mae Hong Son zum Reich Lan Na. Die Gegend war später zwischen Birma und Thailand umstritten, infolge ihrer Lage aber nie Ort größerer Auseinandersetzungen.

## Persönlichkeiten
- Poramut Krongborisut (* 1985), thailändischer Fußballspieler
- Sakarin Krue-On (* 1965), thailändischer Künstler

## Sehenswürdigkeiten
- Wat Chong Kham – die buddhistische Tempelanlage (Wat) liegt am Ufer eines kleinen Sees unmittelbar neben einem anderen Tempel, dem Wat Chong Klang. Beide sind im birmanischen Stil erbaut.
- Doi Kong Mu – Berg bei Mae Hong Son mit einer Tempelanlage, von der aus ein schöner Blick über die Stadt und die Landschaft möglich ist. Zwei riesige Steinlöwen stehen zum Gipfel hin.
- Nationalparks:
  - Nationalpark Namtok Mae Surin – der 397 km² große Park wurde 1987 zum 37. Nationalpark Thailands erklärt.
  - Nationalpark Mae Ngao – der 257,65 Rai große Park ist benannt nach dem Mae-ngao-Fluss (Maenam Mae-ngao). Er ist Quellgebiet vieler Flüsse, die in den Saluen-Fluss fließen.
  - Nationalpark Salawin – Größe 721 km²
  - Nationalpark Tham Pla – Namtok Pha Suea – Größe 488 km²